# Aeroportul Internațional Southwest Florida
Aeroportul Internațional Southwest Florida (IATA: RSW, ICAO: KRSW, FAA LID: RSW) este un aeroport din Florida, Statele Unite ale Americii ce deservește zona Fort Myers. Aeroportul a fost tranzitat în 2023 de 10.069.839 de pasageri. A fost deschis în 1983.
Situat la o altitudine de 9 m, aeroportul dispune de 1 pistă.

## Infrastructură

### Piste
Aeroportul dispune de o singură pistă. Pista 06/24 are suprafața de asfalt și dimensiunile 12.000 picioare × 150 picioare. 